# امی پیترسون
امی پیترسون (انگلیسی: Amy Peterson؛ زادهٔ november ۲۹, ۱۹۷۱ (۵۳ سال)) ورزشکار اسکیت سرعت اهل ایالات متحده آمریکا است.
وی در مسابقات کشوری و بین‌المللی در مجموع برندهٔ ۱ مدال نقره، ۲ مدال برنز شده‌است.